# 이병일
이병일(李炳逸, 본명: 이병일(李炳一), 1910년 6월 2일 ~ 1978년 11월 27일)은 대한민국의 영화 감독이다.

## 생애
일제강점기 함경남도 함흥 출신으로 함흥공립고등보통학교를 졸업하고 일본에 유학하여 영화를 공부했다. 학생 시절에 함흥에서 촬영된 영화 《딱한 사람들》에 단역으로 출연한 것이 영화계에 입문하는 계기가 되었다.
일본 유학을 마치고 귀국하여 명보영화사를 설립하고 감독 데뷔작으로 1941년 《반도의 봄》을 연출했다. 영화 속에서 영화 《춘향전》 제작에 대한 내용을 다루고 있는 이 영화는 이병일이 설립한 명보영화사가 제작까지 맡았으며, 시기적 특성상 조선총독부의 영화 정책을 지지하는 친일색이 포함되어 있으나 노골적인 친일 영화는 아니다. 《반도의 봄》은 당대 조선 영화계의 모습을 생생하게 다룬 작품으로서 영화에 대한 영화라는 점에서 독특한 면이 있었으나, 큰 반향을 불러일으키지는 못했다.
광복 직후인 1945년 8월 18일에 결성된 조선문화건설중앙협의회 영화 부문과, 이 단체에 참가한 영화인들이 같은 달 말에 조직한 조선영화건설본부에 참가했다. 1945년 12월 조선프롤레타리아영화동맹과의 통합으로 조선영화동맹이 발족했을 때는 중앙집행위원을 맡았다. 그러나 조선영화동맹에서 좌익 계열 영화인들이 주도권을 잡으면서 안석주를 중심으로 우익 영화인들이 이탈하여 이듬해 3월에 친목 모임을 표방하는 영화감독구락부가 결성되었고, 이병일도 이 단체에 참여했다.
1946년 이병일은 《영화시대》에 〈전향기 조선영화의 진로〉라는 글을 투고하여, 문학계의 영화 매체에 대한 한계 지적을 반박하면서 예술의 독립성과 "조선색"을 강조하여 한국적인 영화 제작만이 한국 영화 발전의 길임을 주장하고 있다.
미국에 영화 유학을 한 뒤 귀국하여 1956년 연출한 《시집가는 날》이 이듬해 열린 제7회 베를린 영화제에 진출, 한국 영화 사상 최초로 국제영화제에 출품되는 기록을 남겼다. 《시집가는 날》은 오영진 원작의 연극 《맹진사댁 경사》를 영화화한 작품이다. 욕심 많은 맹진사의 신부 바꿔치기라는 한국적인 소재를 해학적으로 풀어내면서 금전적 가치에 대한 부정, 또는 대안적 가치를 제시하는 내용이 들어 있다. 이 영화는 같은 해 아시아영화제에서 특별희극상을 수상했다.
이후 《청춘일기》(1959), 《서울로 가는 길》(1962), 《귀국선》(1963), 《공작부인》(1964)을 연출했으며, 1960년대와 1970년대에는 제작자로 더 활발한 활동을 했다.
일제강점기 말기에 조선영화제작주식회사에 참가한 행적 등으로 인해 2008년 민족문제연구소가 발표한 친일인명사전 수록예정자 명단 연극/영화 부문에 포함되었다.
《댁의 부인은 어떠십니까》, 《장군의 수염》  등을 연출한 이성구와는 가까운 인척 간이다.

## 같이 보기
- 한국 영화

## 참고자료
- 강옥희,이영미,이순진,이승희 (2006년 12월 15일). 《식민지시대 대중예술인 사전》. 서울: 소도. 256~258쪽쪽. ISBN 978-89-90626-26-4.
- 김소영 (2007년 3월 23일). “삶과문화/ 한국영상자료원의 봄날”. 중앙일보. 2007년 10월 21일에 확인함.[깨진 링크(과거 내용 찾기)]
- 편집부 (1999년 12월 22일). 《한국현대 예술사대계  1 (해방과 분단 고착 시기)》. 서울: 시공사. 194~198쪽쪽. ISBN 89-527-0522-X.